# 第15回フェニックス映画批評家協会賞
第15回フェニックス映画批評家協会賞は2014年の映画を対象としており、2014年12月9日にノミネーションが発表された。

## ノミネート一覧

### 作品賞
- 『バードマン あるいは（無知がもたらす予期せぬ奇跡）』
- 『6才のボクが、大人になるまで。』
- 『ゴーン・ガール』
- 『ガーディアンズ・オブ・ギャラクシー』
- 『セッション』
- 『博士と彼女のセオリー』
- 『イミテーション・ゲーム/エニグマと天才数学者の秘密』
- 『アメリカン・ドリーマー 理想の代償』
- 『グランド・ブダペスト・ホテル』
- 『LEGO ムービー』

### 監督賞
- リチャード・リンクレイター - 『6才のボクが、大人になるまで。』
- デミアン・チャゼル - 『セッション』
- ウェス・アンダーソン - 『グランド・ブダペスト・ホテル』
- アレハンドロ・ゴンサレス・イニャリトゥ - 『バードマン あるいは（無知がもたらす予期せぬ奇跡）』
- デヴィッド・フィンチャー - 『ゴーン・ガール』

### 主演男優賞
- マイケル・キートン - 『バードマン あるいは（無知がもたらす予期せぬ奇跡）』
- ブレンダン・グリーソン - 『ある神父の希望と絶望の7日間』
- エディ・レッドメイン - 『博士と彼女のセオリー』
- ブラッドリー・クーパー - 『アメリカン・スナイパー』
- ベネディクト・カンバーバッチ - 『イミテーション・ゲーム/エニグマと天才数学者の秘密』
- トミー・リー・ジョーンズ - 『ミッション・ワイルド』

### 主演女優賞
- ヒラリー・スワンク - 『ミッション・ワイルド』
- フェリシティ・ジョーンズ - 『博士と彼女のセオリー』
- エイミー・アダムス - 『ビッグ・アイズ』
- ロザムンド・パイク - 『ゴーン・ガール』
- リース・ウィザースプーン - 『わたしに会うまでの1600キロ』

### 助演男優賞
- J・K・シモンズ - 『セッション』
- イーサン・ホーク - 『6才のボクが、大人になるまで。』
- ローガン・ラーマン - 『フューリー』
- マーク・ラファロ - 『フォックスキャッチャー』
- エドワード・ノートン - 『バードマン あるいは（無知がもたらす予期せぬ奇跡）』

### 助演女優賞
- パトリシア・アークエット - 『6才のボクが、大人になるまで。』
- キーラ・ナイトレイ - 『イミテーション・ゲーム/エニグマと天才数学者の秘密』
- ジェシカ・チャステイン - 『アメリカン・ドリーマー 理想の代償』
- エマ・ストーン - 『バードマン あるいは（無知がもたらす予期せぬ奇跡）』
- キャリー・クーン - 『ゴーン・ガール』

### アンサンブル演技賞
- 『バードマン あるいは（無知がもたらす予期せぬ奇跡）』
- 『グランド・ブダペスト・ホテル』
- 『ガーディアンズ・オブ・ギャラクシー』
- 『イントゥ・ザ・ウッズ』

### 脚本賞
- リチャード・リンクレイター - 『6才のボクが、大人になるまで。』
- J・C・チャンダー - 『アメリカン・ドリーマー 理想の代償』
- ウェス・アンダーソン - 『グランド・ブダペスト・ホテル』
- アレハンドロ・ゴンサレス・イニャリトゥ、アーマンド・ボー、ニコラス・ジャコボーン、アレクサンダー・ディネラリス・ジュニア - 『バードマン あるいは（無知がもたらす予期せぬ奇跡）』
- デミアン・チャゼル - 『セッション』

### 脚色賞
- ギリアン・フリン - 『ゴーン・ガール』
- ニック・ホーンビー - 『わたしに会うまでの1600キロ』
- アンソニー・マッカーテン - 『博士と彼女のセオリー』
- ジェイソン・ホール - 『アメリカン・スナイパー』
- グラハム・ムーア - 『イミテーション・ゲーム/エニグマと天才数学者の秘密』

### ブレイクスルー演技賞
- エラー・コルトレーン - 『6才のボクが、大人になるまで。』
- ロザムンド・パイク - 『ゴーン・ガール』
- ジェニー・スレイト - 『Obvious Child』

### ブレイクスルー監督賞
- デミアン・チャゼル - 『セッション』
- ジョン・スチュワート - 『Rosewater』
- ジリアン・ロベスピエール - 『Obvious Child』
- ダン・ギルロイ - 『ナイトクローラー』

### 若手男優賞
- エラー・コルトレーン - 『6才のボクが、大人になるまで。』
- エド・オクセンボールド - 『アレクサンダーの、ヒドクて、ヒサンで、サイテー、サイアクな日』
- ジェイデン・リーベラー - 『ヴィンセントが教えてくれたこと』
- トニー・レヴォロリ - 『グランド・ブダペスト・ホテル』
- ダニエル・ハットルストーン - 『イントゥ・ザ・ウッズ』

### 若手女優賞
- リラ・クロフォード - 『イントゥ・ザ・ウッズ』
- マッケンジー・フォイ - 『インターステラー』
- スターリング・ジェリンズ - 『最高の人生のつくり方』

### 撮影賞
- エマニュエル・ルベツキ - 『バードマン あるいは（無知がもたらす予期せぬ奇跡）』
- ブラッドフォード・ヤング - 『アメリカン・ドリーマー 理想の代償』
- ブノワ・ドゥローム - 『博士と彼女のセオリー』
- ディオン・ビーブ - 『イントゥ・ザ・ウッズ』
- ロジャー・ディーキンス - 『不屈の男 アンブロークン』
- ホイテ・ヴァン・ホイテマ - 『インターステラー』

### 編集賞
- 『バードマン あるいは（無知がもたらす予期せぬ奇跡）』
- 『イントゥ・ザ・ウッズ』
- 『6才のボクが、大人になるまで。』
- 『インターステラー』
- 『ゴーン・ガール』

### 今年、見落とされた映画賞
- 『Obvious Child』
- 『スノーピアサー』
- 『オール・ユー・ニード・イズ・キル』
- 『スケルトン・ツインズ 幸せな人生のはじめ方』
- 『ある神父の希望と絶望の7日間』

### ファミリー映画賞
- 『アレクサンダーの、ヒドクて、ヒサンで、サイテー、サイアクな日』
- 『イントゥ・ザ・ウッズ』
- 『ガーディアンズ・オブ・ギャラクシー』
- 『ザ・マペッツ2/ワールド・ツアー』
- 『マレフィセント』

### 外国語映画賞
- 『ザ・レイド GOKUDO』 インドネシア
- 『ムード・インディゴ うたかたの日々』 フランス
- 『イーダ』 ポーランド
- 『ツーリスト』 スウェーデン

### アニメ映画賞
- 『LEGO ムービー』
- 『The Boxtrolls』
- 『ヒックとドラゴン2』
- 『ベイマックス』

### ドキュメンタリー映画賞
- 『Life Itself』
- 『ホドロフスキーのDUNE』
- 『シチズンフォー スノーデンの暴露』
- 『Glen Campbell: I'll Be Me』
- 『Supermensch: The Legend of Shep Gordon』

### 作曲賞
- 『バードマン あるいは（無知がもたらす予期せぬ奇跡）』
- 『イミテーション・ゲーム/エニグマと天才数学者の秘密』
- 『ゴーン・ガール』
- 『インターステラー』
- 『博士と彼女のセオリー』

### 主題歌賞
- 「Everything Is Awesome」 - 『LEGO ムービー』
- 「Lost Stars」 - 『はじまりのうた』
- 「Miracles」 - 『不屈の男 アンブロークン』
- 「Immortals」 - 『ベイマックス』

### 美術賞
- 『グランド・ブダペスト・ホテル』
- 『イミテーション・ゲーム/エニグマと天才数学者の秘密』
- 『スノーピアサー』
- 『インターステラー』

### 衣装デザイン賞
- 『博士と彼女のセオリー』
- 『グランド・ブダペスト・ホテル』
- 『インヒアレント・ヴァイス』
- 『マレフィセント』
- 『イントゥ・ザ・ウッズ』

### スタント賞
- 『オール・ユー・ニード・イズ・キル』
- 『猿の惑星: 新世紀』
- 『ザ・レイド GOKUDO』
- 『ニード・フォー・スピード』
- 『ジョン・ウィック』

### 視覚効果賞
- 『オール・ユー・ニード・イズ・キル』
- 『猿の惑星: 新世紀』
- 『ホビット 決戦のゆくえ』
- 『ガーディアンズ・オブ・ギャラクシー』
- 『インターステラー』